# Фанари (дем Музаки)
Вижте пояснителната страница за други значения на Фенер.
Фанари (на гръцки: Φανάρι) катаревуса: Φανάριον) е село в Тесалия, Гърция. След реформата на местното самоуправление от 2011 г. става част от дем Музаки, докато преди това е средищен център на дем Итоми.

## География
Селото се намира на края на поредица от хълмове, простиращи се в Трикалското поле на Тесалийската равнина, северозападно от Кардица, и от него се открива широка гледка към околността.

## История
Сегашното селище датира от късното средновековие, но се намира върху руините на античния град Итоми.
Фанари се споменава за първи път в 1304 г., когато за кратко е окупирано от войните на регентката на Епир и на сина си Тома I Комнин - Анна Палеологина Кантакузина. След това селището попада под контрола на местния тесалийски архонт и севастократор Стефан Гавриилопул (на гръцки: Στέφανος Γαβριηλόπουλος), а след смъртта му през 1333 г. е под властта на владетеля на Епир - Йоан II Орсини, който го укрепва. Крепостта на Фанари се намира на кръгло плато на 100 м над околността, като е добре запазена и до днес. Разполага с пет квадратни кули с укрепена с кула порта на западната ѝ страна. В нея има изградена цистерна и карулни помещения. Крепостта е с площ от 2.6 дка, с неправилна многоъгълна форма на стената с дебелина два метра над естествения терен и е запазена изцяло до 21 век. Диаметърът ѝ е около 100 m.
Като архонт на Фанари се споменава в 1342 г. Михаил Гавриилопул, докато 40 години (1382 г.) по-късно архонтството, т.е. властта над крепостта с феода му преминава в патримониума на православната църква, ведно с околните манастири Ликосада и Порта Панагия.
През 1444 г., след създаването на санджак Трикала, деспотът на Морея и бъдещ и последен византийски император Константин XI Палеолог за кратко разширява владението си в Централна Гърция, като и определя свой властел на Фанари.
Съществуването на местна митрополия е удостоверено за първи път през 1382-88 г. като такава на Фанари и Капа, като със създаването на санджак Трикала, Фанари е седалище на един от четирите вилаета в санджака, заедно с Трикала, Лариса (Йенишехир) и Аграфа. По османско време, Фанари и важен център, като митрополията му става архиепископия.
Фанари е присъединено към кралство Гърция на 18 август 1881 г. по силата на Цариградския договор (1881), като след т.нар. гръцка война за независимост остава отвъд линията Арта-Волос в рамките на османска Тесалия.